# Paula Luchsinger
Paula Luchsinger Escobar (Santiago, 24 décembre 1994) est une actrice chilienne de cinéma et de télévision, reconnue pour sa participation au film Le Comte (2023), au film Ema (2019), à la série La Meute (2020).

## Carrière artistique
Paula Luchsinger Escobar naît à Santiago, le 24 décembre 1994.
Elle a étudié le droit à la Faculté de droit de l'université du Chili. Après avoir terminé et réussi la première année du diplôme, elle opte pour sa véritable vocation, celle d'actrice, c'est pourquoi elle entre à l'École de Théâtre de la Université pontificale catholique du Chili . Par la suite, elle obtient un Diplôme en Esthétique et Philosophie de la même Université pontificale catholique du Chili et un Diplôme en Biologie de la Connaissance et de la Communication Humaine de l'université du Chili.
Parallèlement à ses études universitaires, à l'âge de 20 ans, elle fait ses débuts à la télévision, entamant une prolifique carrière nationale et internationale dans le cinéma et la télévision, qui la fait considérer par les acteurs chiliens comme « l'un des talents les plus prometteurs de sa génération », présentée comme "une Star de cinéma montante" sur la couverture du Magazine Wiken le 7 août 2020. Plus tard, le 7 mai 2022, elle a été honorée comme « actrice révolutionnaire » par le journal El Mercurio.

### Télévision

#### Feuilleton
Sa carrière à la télévision a commencé dans Feuilleton sur Mega, la chaîne avec les productions dramatiques les plus regardées au Chili.
En 2015, elle participe à un épisode du feuilleton Papá a la deriva. Elle intègre ensuite le casting stable de l'espace dramatique de la chaîne. Son premier feuilleton était Señores papis (2016-2017), où elle incarnait Ignacia Pereira.
En 2017 et 2018, elle a participé au feuilleton de l'après-midi Tranquilo papá (es).
En 2019 et 2020, elle a participé au rôle antagoniste principal de Blanca dans le roman musical Yo soy Lorenzo (2019-2020), qui se déroule dans les années 1960, rôle pour lequel elle a dû suivre des cours de danse et étudier des films et des séries télévisées,. Dans la fiction, elle interprète la chanson « Tu seras mon bébé ». Pour ce rôle antagoniste, elle reçoit de très bonnes critiques au niveau national.
En 2021, elle a joué dans deux feuilletons sur Mega. Elle a été co-vedette du feuilleton Edificio Corona (es), une fiction tournée pendant la pandémie de COVID-19, qui cherchait à décrire le mode de vie d'une communauté pendant l'urgence sanitaire. En parallèle, elle tient un rôle principal antagoniste dans le feuilleton nocturne Amar profundo (es), dans lequel elle incarne Jeimy Contreras, une jeune femme extravagante qui ne supporte pas la précarité de la crique, mais qui, en raison d'une dette familiale, est obligée de rejoindre l'entreprise de pêche artisanale.
En 2023, elle a participé au feuilleton Paramount+ intitulé Dime con quién andas (es), dans le rôle de Bruna Ayala, sœur du protagoniste du feuilleton.

#### Séries sur les plateformes internationales
En 2019, elle a participé à deux épisodes de la série HBO, Los Espookys.
En 2020, elle a participé à sa première série intitulée La Meute (La Jauría), une série policière produite par Fábula (es) et Fremantle pour TVN, diffusée en Amérique latine et en Espagne sur Prime Video (10 juillet 2020) et sur HBO Max aux États-Unis (16 décembre 2020). 2020). Elle a joué le rôle principal de Celeste Ibarra, une performance très saluée par la critique, étant nommée comme nouvelle actrice aux Produ Awards 2020, présélectionnée pour le meilleur second rôle féminin à la VIIIe édition des prix Platino 2021, meilleure actrice principale aux Caleuche Awards (en) 2022, et Meilleur second rôle féminin aux Estrella Awards, gagnante dans cette dernière catégorie. De même, elle a assisté au gala du Zurich Film Festival 2019 au nom du casting de la série. Dans une interview avec la BBC, Luchsinger a souligné que la série « rompt avec plusieurs paradigmes, car elle met en vedette des femmes et des femmes fortes. Un changement très important par rapport aux produits télévisés où seuls les hommes étaient les protagonistes", ajoutant que "ce qui est dans la série est un échantillon de femmes qui réclament leurs droits. Ce n'est pas une guerre contre les hommes, parce que le féminisme ne veut pas cela. Il veut l'égalité des droits. Et cela se voit tout au long des chapitres".

### Cinéma
Au cours de l'année 2019, elle sort son premier film, Ema, tourné à Valparaíso, réalisé par Pablo Larraín et produit par Fábula, où elle joue le second rôle de María, rôle pour lequel elle doit suivre des cours de danse et se teindre les cheveux. Entièrement de couleur bleu clair. Le film a été présenté en première mondiale au Festival international du film de Venise et a été sélectionné pour concourir pour le Lion d'or 2019, le premier prix du festival. Dans une interview accordée au Ya Magazine d'El Mercurio, Luchsinger a souligné que l'une des choses intéressantes à propos de la participation des personnes qui jouent dans le film est que " dans les corps de ces femmes, des idées aussi puissantes que la liberté et la rébellion sont incarnées. ressentir" qui sont des esprits féminins rarement visités ou associés au mal: la femme forte et sensuelle est toujours l'ennemie et jamais l'héroïne, comme dans ce cas Ema".
En 2023, elle a participé à son deuxième film, Le Comte , réalisé par Pablo Larraín, produit par Fábula et Netflix, qui sort lors de la 80e édition du Festival international du film de Venise le 30 août 2023 et sur Netflix dans le monde entier le 15 septembre 2023. Elle y incarne le personnage de la nonne Carmen, le personnage principal antagoniste du film. Son interprétation a été très bien accueillie par la critique spécialisée, en raison de son importance dans l'intrigue, de la personnalité complexe et des capacités démontrées du personnage, ainsi que de sa proximité avec la représentation de María Falconetti dans le film La Passion de Jeanne d'Arc de Carl Theodor Dreyer,,,,, à tel point que le critique de cinéma Anthony Lane (en) du New Yorker a déclaré que « personne dans le film n’a un impact plus surprenant que Luchsinger». Il a assisté à la première du film au nom du casting au 80e Festival international du film de Venise. Lors de la conférence de presse internationale, Luchsinger a déclaré à Variety l'importance de son travail dans le contexte de la commémoration du 50e anniversaire du coup d'État au Chili, soulignant que "c'est un film qui peut lancer une conversation nationale". Ajoutant qu’« il y a une résurgence de l’extrême droite au Chili et c’est un film nécessaire, car il nous rappelle que Pinochet est resté impuni ». De même, sur le tapis rouge de la première du film, le style et l'élégance de son look ont été soulignés par le magazine Vogue, et d'autres médias chiliens,.

## Militantisme
Paula Luchsinger se présente en tant que féministe. Pour son rôle dans la série La Meute, elle a pu formuler d'importantes critiques féministes. Elle explique que la série contribue à faire évoluer les stéréotypes de genre, en mettant en scène des femmes fortes, qui mènent l'action, qui sont des héroïnes et pas uniquement des victimes. Elle dénonce également la masculinité toxique, par exemple, celle subie par des adolescents humiliés et brimés qui, incapables de gérer leur frustration et leur colère, forment des groupes comme ceux mis en scène dans la série. II souligne également que les hommes génèrent non seulement des violences physiques à l’égard des femmes, mais également d’autres types de violence. C'est pourquoi elle invite les spectateurs de la série à s'interroger: « Es muy importante ver la serie y preguntarnos a nosotros mismos si somos parte de alguna jauría o si estamos tolerando ese tipo de violencia. Es reflexionar sobre la construcción de una sociedad en la que estos abusos no sean permitidos » (Faisons-nous partie d'une meute et tolérons-nous ce genre de violence ? Il s'agit de réfléchir à la construction d'une société dans laquelle ces abus ne sont pas autorisés).
Elle évoque également le Test de Bechdel démontrer la nécessité de promouvoir une plus grande égalité des sexes dans le cinéma. Luchsinger explique que le test évalue les films et les séries en fonction de trois critères : est-ce que plus de deux femmes apparaissent en même temps à l'écran ? Ces femmes parlent-elles entre elles ? Ces femmes parlent-elles d'autre chose que des hommes ? Ce à quoi elle ajoute : est-ce que ces femmes ont un nom?, montrant que la plupart des œuvres échouent au test .

## Filmographie

### Cinéma
- 2019 : Ema de Pablo Larraín: María
- 2023 : Le Comte de Pablo Larraín : Nonne Carmencita

### Télévision
- 2015 : Papá a la deriva : Amie de Felipe.
- 2016 : Señores papis : Ignacia Pereira.
- 2017 : Tranquilo papá : Madonna Poblete.
- 2019 : Los Espookys
- 2019 : Yo soy Lorenzo : Blanca Noriega.
- 2020 : La Meute (La Jauría) : Celeste Ibarra.
- 2021 : Edificio Corona : Catalina Manzano.
- 2021 : Amar Profundo : Ramona Contreras.
- 2023 : Dime con quien andas : Bruna Ayala.